# Tiina Rosenberg
Tiina Maria Pursiainen Rosenberg, född Pursiainen 7 juli 1958 i Helsingfors, är en finländsk-svensk teatervetare, genusvetare och professor. Hon blev 2005 uppmärksammad som styrelsemedlem i det då nybildade Feministiskt initiativ. Rosenberg var rektor för Konstuniversitetet i Helsingfors från 1 januari 2013 till 1 juni 2015.

## Biografi

### Bakgrund
Rosenbergs far var sjöingenjör. Tina Rosenberg har sin akademiska grundutbildning i teater-, film- och litteraturvetenskap vid Stockholms universitet. Hon har även studerat tyska i Zürich och germanistik vid Karl-Marx-Universität i Leipzig i dåvarande Östtyskland. Hon disputerade år 1993 med avhandlingen En regissörs estetik: Ludvig Josephson och den tidigare teaterregin vid Stockholms universitetssjukhuset . Hennes forsknings- och undervisningsområden omfattar genusvetenskap, teatervetenskap, HBT/queerstudier, feministisk teori och kulturstudier (Cultural Studies).
Rosenberg har tidigare varit professor i genusvetenskap och docent i teatervetenskap vid Stockholms universitet. Hon har även varit studierektor vid Stockholms universitets teatervetenskapliga institution. I december 2005 utnämndes hon till professor vid Centrum för genusvetenskap, Samhällsvetenskapliga fakulteten, vid Lunds universitet. Därefter återvände Rosenberg till Stockholms universitet där hon år 2012 utnämndes till professor i teatervetenskap. För en bredare allmänhet blev hon känd genom sitt engagemang i det politiska partiet Feministiskt initiativ 2005, för vilket hon var en av grundarna. Hon var inspektor för Smålands nation i Lund 2006-2012.
I början av 2013 blev Rosenberg rektor för Konstuniversitetet i Helsingfors. Hon lämnade sitt uppdrag som rektor den 1 juni 2015 och återvände till sin befattning som professor i teatervetenskap vid Stockholms universitet.
Hon har två barn från ett tidigare äktenskap (1985-1998) och är sammanboende med en kvinnlig partner.
Rosenberg var Vegas sommarpratare år 2014.

### Aktivitet inom Feministiskt initiativ

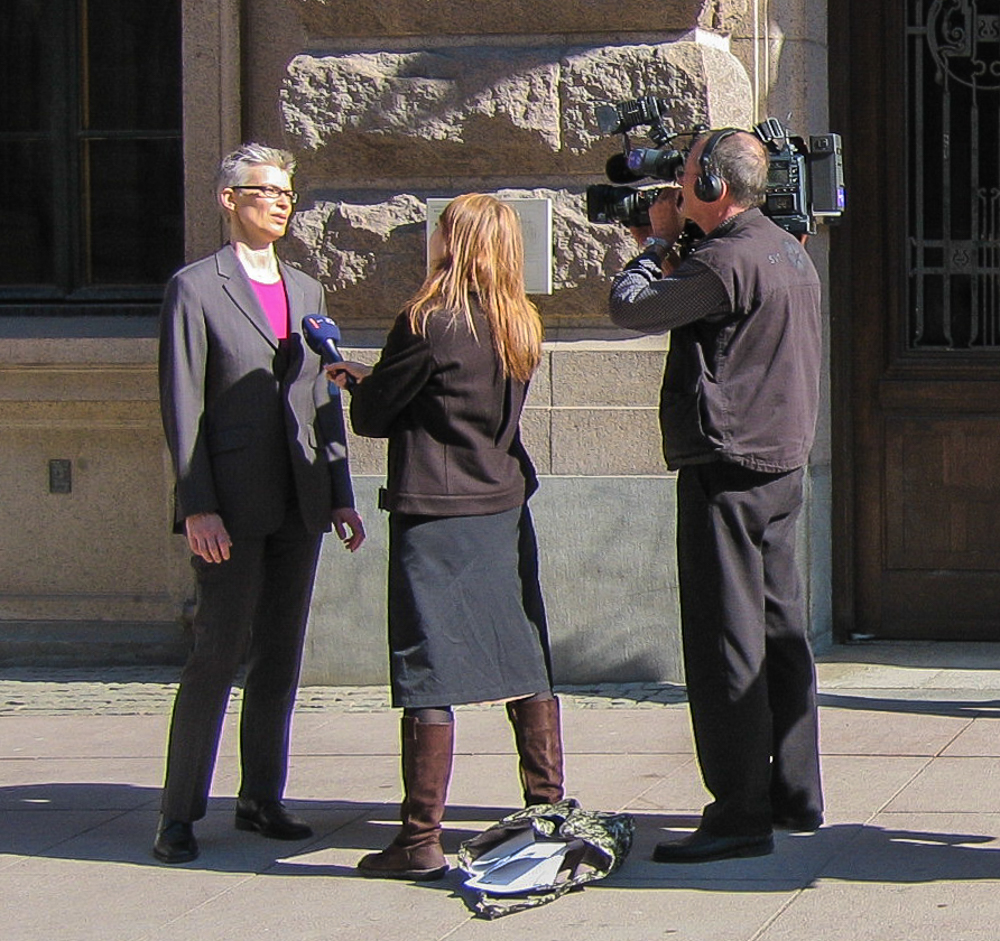
Tiina Rosenberg intervjuas efter presskonferensen den 4 april 2005 då Feministiskt initiativ (Fi) offentliggjorde sitt bildande.

Föreningen Feministiskt initiativ (Fi) bildades i april 2005 med Rosenberg som en av styrelseledamöterna.
Under hösten, efter att Feministiskt initiativ samlats för att forma sin politik, blev Rosenberg föremål för en omfattande massmedial uppmärksamhet som ibland har beskrivits som en hetskampanj.[källa behövs] Hennes kritiker vände sig mot vad de ansåg vara hennes vilja att ge Feministiskt initiativ en inriktning mot queerfeminism. 
De avhoppade styrelseledamöterna Ebba Witt-Brattström och Susanne Linde hävdade att Rosenberg framfört kontroversiella åsikter, varav ”FI ska inte föra någon jävla borgerlig tantpolitik” och ”kvinnor som har sex med män är könsförrädare” fick mest uppmärksamhet. Hon har dock dementerat att hon skulle ha sagt det sistnämnda och har poängterat att hon inte heller tycker så; hon förklarar att det bygger på ett missförstånd och att hon inte ens tror på kön förutom som en social och politisk konstruktion. I en intervju om mediedrev i TV4 där Rosenberg deltog framgår det även att inga videoupptagningar eller bevis finns som stödjer det uttalandet. I SVT:s dokumentär Viljornas kamp visas hur hon i en intervju säger att kvinnorörelsen svikit de lesbiska. Hon förklarar att heterosexuella, kvinnliga, feminister, som grupp, rent historiskt har bortprioriterat de lesbiska och hbt-frågor. Detta trots att lesbiska feminister alltid stött de heterosexuella feministerna i frågor om abort, preventivmedel, dagis och så vidare. Rosenberg har senare hävdat att Witt-Brattström varit ute efter att undergräva Feministiskt initiativ. Anledningen skulle vara att rörelsen tagit en annan politisk inriktning än den som önskats av Witt-Brattström, som själv varit med om att grunda partiet.
I oktober 2005 anklagades Rosenberg för att utan korrekt hänvisning ha kopierat fyra meningar i sin bok Byxbegär från en forskningsrapport av andra författare, något som påpekats i en recension av boken redan 2000. Dessa anklagelser visade sig dock inte vara tillräckligt grundade för att humanistiska fakultetsnämnden vid Stockholms universitet skulle inleda en granskning av hennes forskning. Det konstaterades att källhänvisning fanns, men den var inte utformad efter akademisk praxis, vilket skall vara vanligt förekommande. Statsvetaren Johan Tralau menade dock att källhänvisningen var utformad så att det inte framgick att ett omfattande textavsnitt tagits ur en annan bok, och visade även på flera andra liknande fall.
Samma månad meddelade Rosenberg att hon lämnat styrelsen för Feministiskt initiativ. Hon hävdade att hon och genusforskningen utsätts för en häxjakt av högern i allmänhet och dess tankesmedja Timbro i synnerhet. Hon kände sig hotad när Timbro skickade henne ett exemplar av Ayn Rands bok Och världen skälvde tillsammans med ett personligt brev som beskrev den som "en bok som handlar om en frustrerande tillvaro där den ena efter den andra hoppar av och försvinner. En situation som förmodligen inte är helt obekant." (med hänsyftning till att flera personer hoppat av Fi).